# Unterliederbach
Unterliederbach, Frankfurt-Unterliederbach – 40. dzielnica (Stadtteil) miasta Frankfurt nad Menem, w Niemczech, w kraju związkowym Hesja. Należy do okręgu administracyjnego West.